# Colpo (Francia)
Colpo (in bretone: Kolpoù) è un comune francese di 2 262 abitanti situato nel dipartimento del Morbihan nella regione della Bretagna.

## Storia

### Simboli
Nello scudo sono riuniti i simboli delle famiglie che hanno segnato la storia del comune: le mucche per la signoria di Scolpou unita al Ducato di Bretagna, evocato dalla moscatura d'armellino; le maglie del casato di Rohan per la signoria di Bignan che apparteneva ai visconti di Trebimouèl, imparentati con i Rohan; il cervo rosso dei Chohan per i signori di Coëtcandec, che governarono il vecchio borgo e la sua cappellaa; il crescente rosso dei Quenhouët, o Quenhoat, (de vair, au croissant de gueules), che fondarono la cappella di Notre-Dame de Kerdroguen; nello scudetto in centro: l'argento e il rosso del barone di Lanvaux (d'argent, à trois fasces de gueules) da cui dipendeva il feudo di Scolpou; l'aquila imperiale di Elisa Napoleona Baciocchi cugina di Napoleone III e fondatrice del paese.
Michel Froger, in Armoiries des villes de Bretagne, riporta uno stemma d'argento, all'abete di verde, fruttato di tre pezzi d'oro, alle fiamme di rosso, nascenti dalla punta e attraversanti sul fusto dell'abete, antico blasone della famiglia Baciocchi.

## Società

### Evoluzione demografica
Abitanti censiti

## Amministrazione

### Gemellaggi
- Villa Vicentina